# Zalužice
Zalužice és un poble i municipi d'Eslovàquia. Es troba a la regió de Košice, a l'est del país.

## Història
La primera referència escrita de la vila data del 1249.

## Demografia
| Godina             | 1994 | 2004   | 2014   | 2024   |
| ------------------ | ---- | ------ | ------ | ------ |
| Nombre de persones | 1214 | 1140   | 1152   | 1161   |
| Diferència         |      | −6,09% | +1,05% | +0,78% |

| Godina             | 2023 | 2024   |
| ------------------ | ---- | ------ |
| Nombre de persones | 1164 | 1161   |
| Diferència         |      | −0,25% |